# تورا! تورا! تورا!
تورا! تورا! تورا! (ژاپنی: トラ・トラ・トラ) فیلمی در ژانر جنگی به کارگردانی ریچارد فلایشر و کینجی فوکاساکو است که در سال ۱۹۷۰ منتشر شد.

## بازیگران
- جوزف کاتن
- جیسون روباردز
- مارتین بالسام
- جیمز ویتمور
- ای. جی. مارشال
- کیث اندیز
- نویل برند
- نورمن آلدن
- لیورا دینا
- فرانک آلتر
- لیون امس
- ریچارد اندرسون
- جورج مکریدی
- جف دانل
- ریچارد اردمن
- ادوارد اندروز
- والتر بروک
- والتر رید
- ویسلی دیود